# Sin yŏja
Sin yŏja (hangeul : 신여자 ; hanja : 新女子 ; litt. « La Nouvelle femme ») est une ancienne revue coréenne féminine. Fondé en 1920 par la poétesse coréenne Kim Il-yeop, sa publication s'inscrit dans les débuts du féminisme en Corée. Arrêtée après 4 numéros pour des raisons financières, sa publication sert d'inspiration au féministes du pays par la suite.
Ses articles traitent de sujets généralistes comme la famille ou la cuisine, mais aborde aussi des sujets comme la sexualité féminine, les droits de la femme, ou encore l'éducation des femmes. Le journal compte des auteurs comme Park In-deok (en), Kim Myeong-sun, Na Hye-sok, Chung Chil-sung, ou Hwang Shin-duk (en)